# 伊夫塔
伊夫塔（德語：Ifta，發音：[ˈɪfta]）是德国图林根州瓦特堡县曾经的一个市镇，面积17.69平方千米，2017年12月31日人口为1,100人。2019年1月1日，伊夫塔并入市镇特雷富特。